# Монік Ковет
Моніка Візі (Monika Visi, нар. 14 липня 1976, Будапешт), відома як Монік Ковет (Monique Covét) — угорська порноакторка і фетиш-модель. 

## Біографія
У 16 років Ковет вже працювала моделлю в Будапешті. 
В порноіндустрію потрапила випадково, коли їй було 18 років, і знімалася в порноівльмах з 1995 року, спочатку під псевдонімом Cancellieri на порностудії Private Media Group.
Бісексуальна.

## Нагороди та номінації
- 2001 Venus Award перемога — краща акторка (Європа)[5]
- 2002 Venus Award — Краща східно-європейська еротична акторка (разом з Ритою Фалтояно)
- 2004 Berlin Erotic Film Festival — Jury Actress Award
- 2004 Brussels Erotic Film Festival European X Awards — Lifetime Achievement Award

## Вибрана фільмографія
- Amanda Diary 4 (2001)
- Amanda Diary 5 (2001)
- Dream Factory (2002)
- Erica (2000)
- Helen contre Helen (1999)
- Hell, Whores and High Heels (2001)
- Hot Spice Girls (1997)
- Monique Covet (2001)
- Private XXX 12 (1999)
- Private XXX 4 (1999)
- Rocco never say never 1 (2001)
- Rubberfuckers Rule (2001)
- Tanya Hyde's London calling (2000)
- Tanya Hyde's twisted dreams (1999)
- The Gigolo (1995)
- The Tower 1 (1995)
- The Tower 2 (1995)
- The Tower 3 (1995)
- The best by private 15 (1999)
- The best by Private 16 (1999)
- The splendor of hell (2001)
- Triple X 3 (1995)
- Triple X 4 (1995)
- Video Magazine 21 (1995)
- Video Magazine 24 (1995)
- Video Magazine 25 (1995)
- Video Magazine 26 (1995)
- Xtreme desires (1999)